# 椎名まりな
椎名 まりな（しいな まりな、1992年11月20日 - ）は、日本のAV女優。マークスジャパン所属。

## 略歴・人物
東京都出身。2013年8月、ビデオメーカー・E-BODYの専属女優としてデビューしたIカップの巨乳AV女優。
趣味は読書。

## 出演作品

### イメージDVD
- 「AV無理」（2013年7月1日、未満）

### アダルトDVD
2013年
- E-BODY専属デビュー －神の名器、驚異の9射精－（8月13日、E-BODY）
- 椎名まりなのイカセ騎乗位（9月13日、E-BODY）
- E-BODY×kira☆kira×kawaii*×Madonna×ATTACKERS 5メーカーコラボ作品第1弾! 秘湯 淫華温泉 美しきスーパーボディ捜査官（10月13日、E-BODY）共演:小早川怜子、西條るり、神川ひな
- 接吻する肉体（11月13日、E-BODY）
- Icupくびれボイン 新人ソープ嬢（12月13日、MOODYZ）
- もしもいつでも何処でも誰とでも SEXが出来る夢の会社があったら…（12月13日、おかず。）共演:倉多まお、舞咲みくに、北川エリカ

2014年
- 中出しと乱交プレイのできる ぼいんソープランド（1月1日、ZUKKON/BAKKON）共演:倉多まお、吉永あかね、保坂えり
- BoinBoin Cheerleaders 絶頂イキまくりIカップチアリーダー!（1月7日、Be Free）
- 僕の知らない妻を見たくて… 08（1月21日、DOC）
- 爆乳×超絶ボディ!!（2月7日、クリスタル映像）
- 女のカラダは腰使いで決まる! 4時間 8（2月14日、BAZOOKA）他出演:仲村茉莉恵、春日もな、愛乃なみ、浜崎真緒
- S級セレブリティ人妻 悶絶ゲット!イカセナンパ中出し（2月14日、S級素人）他出演:五十嵐ひかり、佐倉あいる、竹内紗里奈
- 巨乳女教師の誘惑（2月19日、OPPAI）
- ROOKIE×E-BODY×kira☆kira×kawaii*×Madonna×ATTACKERS 6メーカーコラボ作品 第6弾! 秘湯 淫華温泉 【完全版+α】 豪華!!人気女優総勢18名×28P淫乱大乱交SP!!（2月19日、ROOKIE）共演:安土結、尾上若葉、葵こはる、愛須心亜、秋野千尋、翔田千里、愛田奈々、北乃ちか、芹沢つむぎ、友田彩也香、桜井あゆ、木村つな、小早川怜子、西條るり、神川ひな、澤村レイコ
- 友人の妻はドスケベ家庭教師（2月19日、ヴィーナス）
- 素人マスク性欲処理マゾメス 3（3月7日、クリスタル映像）他出演:大塚れん
- 人妻誘惑団地 〜巨乳奥さんの密かな楽しみ〜（3月7日、マドンナ）
- 椎名まりなの鬼コキ!! ド迫力のパイズリで射精しまくった僕。（3月7日、ヴィーナス）
- エロすぎるカラダ ヌルヌルBODYと激エロSEX（3月11日、MAGIC）
- 椎名まりな Complete（3月13日、E-BODY）※総集編
- 超完璧BODYクビレ美巨乳 痴女大乱交スペシャル（3月25日、美）共演:橘優花、知花メイサ、百合川さら
- ボイン大好きしょう太くんのHなイタズラ 世話好きな優しいお姉さん編（4月3日、グローリークエスト）
- 「ナマで入っちゃった!」 オイル素股でチ○ポをマ○コに擦りつけてたら、気持ち良すぎて生挿入!中出しセックスまでヤッちゃった風俗嬢たち 5（4月17日、グローリークエスト）他出演:原千草、西條るり、鈴村いろは、青山葵
- Icup 100% 天然巨乳 ボディーローションソープ（4月24日、GARCON）
- 美人女教師のムレた股間を押し付けられて顔面騎乗の虜にされてしまった僕（4月24日、SOSORU）他出演:大塚れん、春原未来
- 社員旅行で女子社員に囲まれて男は僕1人の王様ゲーム! 女性だらけの会社に就職してしまった僕。毎日、お茶くみや雑用等なんでも押し付けられている僕なので、社員旅行で温泉旅館に行っても状況は同じでまったく気が休まらない。でも僕をいつもパシリにしている上司の言い出した「王様ゲーム」で超楽しい社員旅行に激変! 「王様の命令は絶対!」なので、嫌がりながらも意外とノリノリでエロい命令にも従い予想外にオイシイ思いができた!（5月10日、Hunter）他出演:真木今日子、玉木ちな、北川エリカ、本田莉子、春日もな、大塚れん、星川麻紀
- 同性羞恥イタズラ特化型おねショタAV 爆乳のお姉さんにレズ悪戯するちびっこロリータ（5月10日、ROCKET）共演:吉川いと、須藤早紀
- 酔った夫に頼まれて仕方なく包み込んだ巨乳妻のパイズリ尻に我慢できず後ろから即ハメ（5月22日、ナチュラルハイ）他出演:北川エリカ、舞咲みくに
- イキ狂い!ぐちょぐちょ指入れオナニー（5月23日、TMA）他出演:椎名ゆな、鈴村いろは、愛実れい、春日もな、愛須心亜、小西まなみ、あゆみ翼
- 恥ずかしいカラダ 敏感な人見知り（5月24日、HMJM）
- 狂悪催眠 ヤリ放題中出しレイプ（5月25日、マルクス兄弟）
- 下乳全開! まさか着替えているなんて! 友達の家でドアを開けたら偶然、巨乳の姉が着替えていて下乳モロ見え!思わず見とれドアを閉めずに覗いていたら、今度は逆に僕の勃起がガン見され、からかいながらもヌイてくれた。（6月19日、Hunter）他出演:佐々木恋海、木島すみれ、本田莉子 ほか
- 授業よりも性教育が得意なフェロモン先生の見ないと損する特別指導!（6月27日、TMA）他出演:神波多一花、美澄しゅん、鈴村いろは
- 「ビデオカメラ買ったんだ。」 今日からはじめる。やさしいAV撮影（7月1日、BALTAN）他出演:桜井あゆ、涼風ことの、吉口里奈、山口エリカ、雫月こと
- 麗しの美人OL Premium Beauty オフィスを彩る可憐な女性たちの秘め事（7月11日、BAZOOKA）他出演:水野朝陽、城田るり、板垣あずさ、あおい舞
- 四つん這いでのフェラチオは尻を高く突き出して（7月18日、SEX Agent）他出演:月本るい、城田るり、芦川芽依、愛葉るりか、南せりな、柳あいな、あゆみ翼、矢沢しおり
- 指オナニーをジュポジュポ見せつけてくる彼女にとまらない勃起。（7月18日、SEX Agent）他出演:真野ゆりあ、有本紗世、富野まき、岸杏南、桐山杏菜、山口エリカ、水城唯、櫻木梨乃、桂希ゆに、ゆりあ
- 一方その頃、妻は…（7月25日、BALTAN）
- のどこき イラマよりもイラマ気味のフェラが好き（8月14日、SEX Agent）他出演:青葉優香、南せりな、木ノ花あみる、辻井ゆう、武藤つぐみ、結衣のぞみ、こよみ、片瀬みゆう